# MTV Video Music Awards Japan 2004
Die MTV Video Music Awards Japan 2004 wurden am 23. Mai 2004 in der Tokyo Bay NK Hall, Urayasu, Präfektur Chiba verliehen. Die Moderation übernahm Tomomitsu Yamaguchi. Es handelte sich um die dritte Verleihung der MTV Video Music Awards Japan.

## Auftritte
- Ayumi Hamasaki – Because of You
- The Darkness – I Believe in a Thing Called Love
- Good Charlotte – Walk Away
- Janet Jackson – All Nite (Don’t Stop)
- Mika Nakashima
- Missy Elliott – Pass That Dutch
- Namie Amuro – Alarm
- N.E.R.D – She Wants to Move
- Outkast
- Orange Range
- Zeebra – Touch the Sky

## Gewinner und Nominierte
| Video of the Year | Best Male Video |
| --- | --- |
| Missy Elliott – Pass That Dutch - Mr. Children – Kurumi - Mika Nakashima – Seppun - Outkast – Hey Ya! - Radiohead – There There                                                                  | Pharrell featuring Jay-Z – Frontin’ - Ken Hirai – Style - Sean Paul – Get Busy - Justin Timberlake – Rock Your Body - Zeebra – Touch the Sky |
| Best Female Video | Best Group Video |
| Ayumi Hamasaki – Because of You - Beyoncé featuring Jay-Z – Crazy in Love - BoA – Double - Mika Nakashima – Yuki no Hana - Britney Spears featuring Madonna – Me Against the Music               | Kick the Can Crew – Saga Continue - The Black Eyed Peas – Where Is the Love? - Blue – Guilty - Dragon Ash – Morrow - Rip Slyme – Joint |
| Best New Artist | Best Rock |
| Orange Range – Shanghai Honey - Evanescence – Bring Me to Life - Good Charlotte – The Anthem - Halcali – Strawberry Chips - Stacie Orrico – Stuck                                                | Good Charlotte – The Anthem - 175R – Sora ni Utaeba - Dragon Ash – Morrow - Linkin Park – Somewhere I Belong - Metallica – St. Anger |
| Best Pop Video | Best R&B Video |
| Ayumi Hamasaki – No Way to Say - Blue – Guilty - Ketsumeishi – Natsu no Omoide - Orange Range – Shanghai Honey - Outkast – Hey Ya!                                                               | Namie Amuro – Put ’Em Up - Mary J. Blige featuring Method Man – Love @ 1st Sight - Double – Destiny - Crystal Kay – Candy - Alicia Keys – You Don’t Know My Name |
| Best Hip-Hop Video | Best Dance Video |
| Zeebra – Touch the Sky - 50 Cent – 21 Questions - Missy Elliott – Pass That Dutch - Jay-Z featuring Pharrell – Change Clothes - Rhymester – The Great Amateurism                                 | BoA – Double - Fire Ball – Da Bala - Kylie Minogue – Slow - Shinichi Osawa featuring Kj – Shinin - Sean Paul – Get Busy |
| Album of the Year | Best Video from a Film |
| Outkast – Speakerboxxx/The Love Below - Missy Elliott – This Is Not a Test! - Exile – Exile Entertainment - Linkin Park – Meteora - Mika Nakashima – Love                                        | Pink featuring William Orbit – Feel Good Time (aus 3 Engel für Charlie – Volle Power) - Evanescence – Bring Me to Life (aus Daredevil) - Korn – Did My Time (aus Lara Croft: Tomb Raider – Die Wiege des Lebens) - Nelly, P. Diddy and Murphy Lee – Shake Ya Tailfeather (aus Bad Boys II) - Quruli – Highway (aus Joze to Tora to Sakana-tachi) |
| Best Live Performance | Best Collaboration |
| Ayumi Hamasaki - Mary J. Blige - Missy Elliott - Good Charlotte - M-Flo | Beyoncé featuring Jay-Z – Crazy in Love - Ken Hirai and Kyu Sakamoto – Miagete Goran Yoru no Hoshi o - M-Flo Loves Crystal Kay – Reeewind! - Crystal Kay Loves M-Flo – I Like It - Britney Spears featuring Madonna – Me Against the Music - Voice of Love Posse – Voice of Love                                                                 |
| Best Breakthrough Video | Best Buzz Asia: Japan |
| Mika Nakashima – Love Addict - The Black Eyed Peas – Where Is the Love? - Halcali – Giri Giri Surf Rider - Orange Range – Shanghai Honey - Sean Paul – Get Busy                                  | Namie Amuro – Put 'Em Up - AI – After the Rain - Chemistry – Ashita e Kaeru - Ken Hirai – Style - Hyde – Horizon - Crystal Kay – Can’t be Stopped - Kick the Can Crew – Vacation - Rip Slyme – Joint - Hitomi Yaida – Hitori Jenga |
| Best Buzz Asia: Südkorea | Best Buzz Asia: Taiwan |
| M – Just One Night - Bada – Music - Drunken Tiger – Thumb - Eugene – The Best - Jaurim – Hey Guyz - Koo Jun Yup – Escape - Wheesung – With Me - Yoon Band – I Will Forget - Yoon Gun – By Chance | Leehom Wang – Last Night - 5566 – Waiting - A-Mei – Brave - Jay Chou – In Name of Father - Elva Hsiao – Password to Love - Vivian Hsu – Mask - Mayday – God of Gambling - David Tao – Black Orange - Faye Wong – Will Be Loving |

### Special Awards Award
Best Director
- The White Stripes – The Hardest Button to Button (Regie: Michael Gondry)

Best Special Effects
- The Chemical Brothers – Get Yourself High (Special Effects: Joseph Kahn)

Best Style
- Mika Nakashima – Kissing

Best Website
- Kick the Can Crew (www.kickthecancrew.com)

Most Impressive Performance
- Mary J. Blige

Inspiration Award
- Janet Jackson

Legend Award
- Ozzy Osbourne